# مجلد افتراضي
في علم الحاسوب، يشير المجلد الافتراضي إلى مبدأ لتنظيم الملفات بحيث لا يُعتمد على موقعها الحقيقي في نظام الملفات. بدلا من ذلك، يحتوي المجلد الافتراضي على نصوص تقوم بتجميع النتائج من مصدر البيانات، الذي يمكن أن يكون قاعدة بيانات أو فهرس مخصص، ومن ثم تقدمها بشكل بصري على نفس الشكل الذي تظهر عليه المجلدات العادية.